# 陳光栄
陳 光栄（陳 光榮、コンフォート・チャン（Comfort Chan）、チャン・クォンウィン（Chan Kwong-wing）、1967年6月15日 - ）は、香港の作曲家、音楽プロデューサーである。香港ポップスやコマーシャルソング、映画音楽を数多く手掛け、代表作には『風雲 ストームライダーズ』、『インファナル・アフェア』シリーズ、『SPL/狼よ静かに死ね』、『孫文の義士団』、『捜査官X』などがある。

## 経歴
音楽を始めたきっかけはクラシックギターだった。高校時代にFundamentalという名のバンドを結成。1986年、第2回カールスバーグ・ミュージック・フェスティバル（嘉士伯流行音樂節）で準優勝、翌年にアルバム『Fundamental』でメジャーデビュー。バンドでギターと作曲を担当した。グループは3枚のアルバムを発表し3年後に解散。直後には香港の歌手劉美君に『異郷邂逅』を提供し、21歳で作曲家として活動を始めヴィヴィアン・ライ、サンドラ・ンなどの作曲に携わった。
1992年には、その後長きにわたりパートナーとして組むことになるイーキン・チェン（鄭伊健）に『動地驚天愛戀過』を作曲。1994年彼が歌う『一生愛你一個』がロングランヒット。そして主演映画『欲望の街・古惑仔I / 銅鑼湾（コーズウェイベイ）の疾風』の主題歌『友情歳月』が映画とともにヒットしたイーキンは一気にスターダムに駆け上がり、主題歌を作曲したチャン自身も有名作曲家への道を踏み出すことになった。
これまでに楽曲を提供した主なアーティストは、アーロン・クォック（郭富城）、ミリアム・ヨン（楊千嬅）、ウォレス・チョン（鍾漢良）、ジョーダン・チャン（陳小春）、ニコラス・ツェー（謝霆鋒）、ジジ・リョン（梁詠琪）、アニタ・ムイ（梅艷芳）、セシリア・チャン（張栢芝）、Twins、ジョイ・ヨン（容祖児）、フィオナ・フォン（馮曦妤）、クリス・リー（李宇春）など。
また1994年公開の映画『姐妹情深』（原題）において、主題歌のみの予定だったところをローレンス・チェン（鄭丹瑞）監督から劇伴を手掛けてみる気はないかと提案されたことをきっかけに、映画音楽に取り組むことになる。
1998年アンドリュー・ラウ（劉偉強）監督の『98古惑仔之龍爭虎鬥』（原題）で音楽を担当。同監督の『風雲 ストームライダーズ』ではダンスビートと中国の伝統音楽をミックスさせた斬新な試みで第18回香港電影金像奨の最優秀音楽賞（最佳原創電影音樂）を受賞。
以降、アンドリュー・ラウ監督作のほとんどのサントラを任されることとなり、『レジェンド・オブ・ヒーロー/中華英雄』、『決戦・紫禁城』、『インファナル・アフェア』、『インファナル・アフェア 無間序曲』、『インファナル・アフェアIII 終極無間』、『頭文字D』、『傷だらけの男たち』、『デイジー』、『レジェンド・オブ・フィスト 怒りの鉄拳』などの作品でタッグを組んだ。
他にも『SPL/狼よ静かに死ね』、『ウォーロード/男たちの誓い』、『導火線 FLASH POINT』、『盗聴犯〜死のインサイダー取引〜』、『盗聴犯〜狙われたブローカー〜』、『ラスト・シャンハイ』などのヒット映画を担当。映画賞にノミネートされることが多く2009年のテディ・チャン（陳徳森）監督『孫文の義士団』と、2011年ピーター・チャン（陳可辛）監督作『捜査官X』では、連名ながら香港電影金像奨の最優秀音楽賞を獲得している。
この『捜査官X』についてチャンは2016年のインタビューで、最も困難で最も気に入っているものとしてこの作品を挙げた。「カンフー映画という時代劇ですが、神秘的かつサスペンスを盛り上げるためオーケストラとロックを融合し、それはクールな化学反応を生みました」と語った。
こうした映画音楽と有名歌手達への楽曲とともにCMソングも数多く手掛けており、2003年に香港の人気歌手ジョイ・ヨン（容祖児）の歌う長實地產泓景臺の『我的驕傲』が話題となるなど、今や香港を代表する作曲家のひとりである。
日本においてもテレビ東京の『美の巨人たち』のオープニングテーマや、2006年にハドソンより発売されたPSP専用アクションゲーム『煉獄弐 RENGOKUⅡThe Stairway to H.E.A.V.E.N.』のサントラを作曲している。

## 主な作品

### 映画音楽

#### 1990年代
- 姐妹情深（1994年）
- 蜘蛛女（1995年）
- 飛虎（1996年）
- 愛上100%英雄（1997年）
- アンディ・ラウ アルマゲドン 天地雄心（1997年）
- 98古惑仔之龍爭虎鬥（1998年）
- 風雲 ストームライダーズ 風雲─雄霸天下（1998年）
- 超速伝説 ミッドナイト・チェイサー 烈火戰車2極速傳説（1999年）
- スー・チーinトラブルセブン 我愛777（1999年）
- レジェンド・オブ・ヒーロー/中華英雄 中華英雄（1999年）

#### 2000年代
- 特攻!BAD BOYS Bad Boy特攻（2000年）
- 狼たちの伝説 亜州黒社会戦争 勝者為王（2000年）
- ひとめ惚れ 一見鍾情（2000年）
- 友情歲月山雞故事（2000年）
- 決戦・紫禁城 決戰紫禁之巓（2000年）
- 拳神 KENSHIN 拳神 (2001年)
- バレット・オブ・ラブ 不死情謎 (2001年）
- 冷戦 九龍冰室 (2001年)
- ラブ・イズ・マネー 有情飲水飽 (2001年)
- インファナル・アフェア 無間道（2002年）
- レディ・ウェポン 赤裸特工（2002年）
- ブルー・エンカウンター 衛斯理之藍血人（2002年）
- 當男人變成女人（2002年）
- 風雲!格闘王 安娜與武林（2003年）
- インファナル・アフェア 無間序曲 無間道II（2003年）
- THE PARK ザ・パーク 咒樂園（2003年）
- インファナル・アフェアIII 終極無間 無間道III終極無間（2003年）
- ツインズ・エフェクト 千機變（2003年）
- 剣客之恋 老鼠愛上貓（2003年）
- ツインローズ 見習黑玫瑰 (2004年)
- エンター・ザ・フェニックス 大佬愛美麗（2004年）
- 美しい夜、残酷な朝 三更2（2004年）
- 餃子（2004年）
- 救命（2004年）
- 六壯士（2004年）
- 頭文字D 頭文字D（2005年）
- SPL/狼よ静かに死ね 殺破狼（2005年）
- デイジー 雛菊（2006年）
- 傷だらけの男たち 傷城（2006年）
- ウォーロード/男たちの誓い 投名狀 (2007年)
- 導火線 FLASH POINT 導火綫（2007年）
- 馬己仙峽道 （2007年）
- 大捜査の女 大搜查之女（2008年）
- 游龍戲鳳（2009年）
- 盗聴犯〜死のインサイダー取引〜 竊聽風雲（2009年）
- 孫文の義士団 十月圍城（2009年）

#### 2010年代
- 李小龍 マイブラザー 李小龍（2010年）
- 人在囧途（2010年）
- レジェンド・オブ・フィスト 怒りの鉄拳 精武風雲・陳真（2010年）
- The Kingdom of Solomon（2010年・イラン映画）
- 不再讓你孤單（2011年）
- 盗聴犯〜狙われたブローカー〜 竊聽風雲2（2011年）
- 捜査官X 武俠（2011年）
- フライング・ギロチン 血滴子（2012年）
- サイレント・ウォー 聽風者（2012年）
- ラスト・シャンハイ 大上海（2012年）
- 時間檔案館（2012年）
- ファイティング・タイガー Man of Tai Chi（2013年）
- ゴッド・ギャンブラー レジェンド 賭城風雲（2014年）
- インターセプション 盗聴戦 竊聽風雲3（2014年）
- 分手100次（2014年）
- 賭城風雲II（2015年）
- 消失的兇手（2015年）
- ドラゴン×マッハ! 殺破狼II（2015年）
- 賭城風雲III（2016年）
- 辣警霸王（2016年）
- スキップ・トレース 絕地逃亡（2016年）
- 決戰食神（2017年）
- 非凡任務（2017年）
- 建軍大業（2017年）
- SPL 狼たちの処刑台 殺破狼．貪狼（2017年）
- 追龍（2017年）
- 低壓槽（2018年）
- フライト・キャプテン 高度1万メートル、奇跡の実話 中國機長（2019年）

## 主な受賞歴
- 1996年
  - 十大中文金曲頒奨音楽会（中国語版） - 金曲作曲『友情歲月』
- 1999年
  - 第18回香港電影金像奨 - 最佳原創電影音樂『風雲 ストームライダーズ』
- 2003年
  - 十大中文金曲頒奨音楽会 - 金曲作曲『我的驕傲』
  - 十大中文金曲頒奨音楽会 - 全球華人至尊歌曲作曲獎『我的驕傲』
  - 十大勁歌金曲（中国語版） - 最佳作曲『我的驕傲』
- 2004年
  - 十大中文金曲頒奨音楽会 - 金曲作曲『世上只有』
- 2010年
  - TVB最受歓迎電視広告大奨2010（中国語版） - 最受歡迎電視廣告歌曲『維他奶 Stand By Me』
  - 第29回香港電影金像獎 - 最佳原創電影音樂『孫文の義士団』（ピーター・カム（金培達）と連名）
  - 第28回イラン・フィルム・フェスティバル - 最優秀音楽賞『The Kingdom of Solomon』
- 2012年
  - 第31回香港電影金像獎 - 最佳原創電影音樂『捜査官X』（ピーター・カム（金培達）とチャッチャイ・ポンプラパーパン（Chatchai Pongprapaphan）との連名）
  - 第6回アジア・フィルム・アワード - 最佳原創音樂『捜査官X』